# Manuel Varela Limia
Manuel Varela Limia, (Malpica de Bergantiños, província de la Corunya, 17 d'agost de 1796 - Madrid, 9 de novembre de 1853) va ser un enginyer militar gallec del segle xix que, sent director general de camins canals i ports, impulsa la primera xarxa nacional de telegrafia òptica d'Espanya, per la qual cosa l'exèrcit d'aquest país el considera un dels pares de les seves Transmissions permanents. Com a militar va aconseguir el grau de Brigadier. Com a polític va ser ministre interí de la guerra, senador per Lugo, i director general de camins, canals i ports. Com a intel·lectual va escriure diverses obres d'història i matemàtiques, a més de nombrosos escrits sobre l'administració i organització, de l'Estat i de l'Exèrcit, que van ser de gran transcendència en la seva època
Se'l considera el donant fundador del prestigiós premi "Espanyol Incògnit", destinat als suboficials de les especialitats fonamentals d'Enginyers i Transmissions de l'Exèrcit espanyol, que més es distingeixin per la seva preparació tècnica.

## La seva vida
Neix a Malpica de Bergantiños, el menor dels 3 fills dels gentilhomes d'aquesta vila de la Costa da Morte Gallega. Queda orfe de pare als 4 anys, i de mare als 14, amb el que serà el seu germà gran Ramón, qui realitzi la funció de tutor. Ingressa als 16 anys com a Cadet en el Col·legi Militar de Santiago, i posteriorment en l'Acadèmia d'Enginyers de l'exèrcit a Alcalá de Henares.
La seva primera destinació com a tinent d'Enginyers, és en 1815, la subinspecció d'Enginyers de Catalunya, on realitza diferents estudis de les fortificacions d'aquesta regió militar, el Capità General de la qual era Francisco Javier Castaños, duc de Bailén. Allí Varela Limia coneix al secretari del capità general, el llavors Coronel d'Enginyers Antonio Remón Zarco del Valle y Huet.
En 1819 és destinat a l'Exèrcit Expedicionari que es va organitzar per reprimir les revoltes americanes, i que hauria d'embarcar a Cadis, però aquest exèrcit es revolta amb Rafael del Riego en 1820 i mai arribarà a partir. S'inicia el trienni liberal i en 1821 Varela Limia és ascendit a capità 2a i destinat a Madrid a les immediates ordres del ministre de la Guerra. Quan els cent mil fills de Sant Lluís, al comandament del Duc d'Angulema envaeixen Espanya en 1823, Varela Limia participa activament en la defensa de Cadis i en la batalla del Trocadero que posa fi al trienni constitucional.
Després de la derrota del Trocadero, és confinat a l'isla de León, Cadis, però se les hi arregla per guanyar-se la confiança de l'exèrcit francès realitzant un extraordinari aixecament topogràfic de l'illa i les seves fortaleses. Abans que finalitzi el seu expedient de purificació, ja és nomenat comandant d'Enginyers de l'Isla de León. En 1826 és destinat a Ceuta com a enginyer de detall a les ordres de coronel Mariano Carrillo de Albornoz.
En 1832 torna a Madrid per ser secretari de la junta superior facultativa, i va ascendint per diversos mèrits en el ministeri de la guerra. El 10 d'abril de 1835 és ascendit a coronel d'Infanteria i acompanya al ministre Jerónimo Valdés de Noriega, a l'Exèrcit del Nord on en la primera guerra carlista participa en l'acció d'Artaza, tenint un paper fonamental en el Conveni de Lord Elliot, el qual evitaria l'afusellament dels presoners de tots dos bàndols.
Per tots aquests serveis és ascendit a brigadier en 1839. En 1840 acompanya al ministre de la Guerra comte Clonard a Barcelona on aquest dimiteix. És allí on és nomenat ministre Interí de la Guerra en la transició cap a la regència del General Baldomero Espartero. Durant la regència d'Espartero forma part de les files dels liberals moderats, i és escollit diverses vegades senador per Lugo.
Finalitzada la regència, quan els moderats reprenen el poder amb Ramón María Narváez, Varela Limia és nomenat Director General de camins, canals i ports, dins del ministeri de Governació, i és llavors quan impulsa la titànica xarxa nacional de telegrafia òptica. Per a això convoca un concurs públic que seria guanyat pel telègraf òptic de José María Mathé Aragua. Varela Limia des dels despatxos i Mathé sobre el terreny, crearien una xarxa de 196 torres distribuïdes en diverses línies que des de Madrid arribaven a Irun, Cadis i Barcelona.
Deixa el càrrec el febrer de 1847 i es dedica a la seva labor intel·lectual que realitza fins al mateix moment de la seva mort.

## Obres
- Gran Reconocimiento militar de la Isla de León, 1824, Luis Espelius.
- Plano de la ciudad de San Fernando y sus arrabales, 1826, Archivo Militar
- Plano de las defensas del frente de tierra de la plaza de Ceuta, 1928
- Memoria sobre el modo de reducir el cómputo mahometano al de la era cristiana y hallar el día de la semana y la letra dominical que corresponden a una fecha para cualquier día del año de la misma era, 1854. Imprenta del Memorial de Ingenieros.
- Resumen Histórico del Cuerpo de Ingenieros.Archivo Militar
- Biografía de D. Pedro de Lucuze.Archivo Militar
- Historia del Cuerpo de Ingenieros (Falleció cuando la estaba organizando)